# یربا بوینا (توکومان)
یربا بوینا (به اسپانیایی: Yerba Buena) یک منطقهٔ مسکونی در آرژانتین است که در Yerba Buena Department واقع شده‌است. یربا بوینا ۵۰٬۰۵۷ نفر جمعیت دارد و ۴۶۶ متر بالاتر از سطح دریا واقع شده‌است.